# Oskar Stein von Kaminski
Oskar Wilhelm Stein von Kaminski (* 21. Dezember 1820 in Breslau; † 24. Mai 1894 in Menton, Frankreich) war ein preußischer Generalleutnant.

## Leben

### Herkunft
Oskar war ein Sohn des preußischen Generalleutnants Karl Stein von Kaminski (1789–1872) und dessen Ehefrau Maria Aurora, geborene Gordack (1793–1885). Der spätere preußische Generalmajor Rudolf Stein von Kaminski (1818–1875) war sein älterer Bruder.

### Militärkarriere
Kaminski absolvierte das Gymnasium in seiner Heimatstadt und besuchte anschließend die Kadettenhäuser in Potsdam und Berlin. Am 15. August 1838 wurde er als Sekondeleutnant dem 2. Garde-Regiment zu Fuß der Preußischen Armee überweisen. Zur weiteren Ausbildung war er ab Oktober 1842 für drei Jahre an die Allgemeine Kriegsschule kommandiert. Da Kaminski als bester Absolvent seines Jahrgangs abschloss, verlieh ihm König Friedrich Wilhelm IV. eine Ehrendegen. Im Mai 1847 folgte sein Kommandierung zum Topographischen Büro. Im Rahmen der Märzrevolution wurde Kaminski am 18. März 1848 bei der Niederschlagung der Berliner Barrikadenkämpfe schwer verwundet. Nach seiner Wiederherstellung kommandierte man ihn Anfang Mai 1849 zum Garde-Landwehr-Bataillon in Düsseldorf.
Während der Unterdrückung der Badischen Revolution kam Kaminski 1849 in den Gefechten bei Kuppenheim und Kirchheimbolanden zum Einsatz. Nach Kommandierungen als Generalstabsoffizier der mobilen 3. Garde-Landwehr-Division sowie zur Grenzregulierung nach Schleswig und Holstein stieg er Mitte März 1852 zum Premierleutnant auf. Im Juni desselben Jahre war Kaminski als Kompanieführer beim Garde-Landwehr-Bataillon kommandiert. Ab dem 1. April 1854 kommandierte man ihn auf zwei Jahre zur Erlernung der französischen Sprache nach Paris. Während dieses Kommandos wurde er Mitte August 1858 Hauptmann. Nach seiner Rückkehr war Kaminski zunächst im Generalstab des Generalkommandos der Gardeinfanterie tätig. Daran schlossen sich Verwendungen im Generalstab der 1. Garde-Division sowie im Generalstab des VIII. Armee-Korps in Koblenz an. Kurzzeitig war Kaminski auch als preußischer Kommissar zur Regulierung der Grenze nach Montenegro kommandiert. Mit seiner Beförderung zum Major wurde er am 18. Januar 1859 in den Großen Generalstab versetzt. Vom 10. Januar bis zum 30. Juli 1860 gehörte er erneut dem Generalstab des VIII. Armee-Korps an. Anschließend wurde Kaminski dem Generalstab der Armee aggregiert und als Militärattaché zur Gesandtschaft nach Paris kommandiert. 1862/63 nahm er unter General Bazaine bei der französischen Armee in Mexiko an den Kämpfen bei Santa Cruz, Mexiko-Stadt, San Lorenzo sowie der Belagerung von Puebla teil.
Nach seiner Rückkehr aus Mexiko wurde Kaminski als Oberstleutnant Mitte November 1863 zum Großen Generalstab kommandiert. Die französische Regierung würdigte ihn durch die Verleihung des Kommandeurkreuzes der Ehrenlegion und sein König verlieh Kaminski den Roten Adlerorden III. Klasse mit Schwertern. Er nahm 1864 am Krieg gegen Dänemark teil, wurde im April 1865 in den Großen Generalstab einrangiert und zwei Monate später zum Kommandeur des Füsilier-Bataillons im 1. Magdeburgischen Infanterie-Regiment Nr. 26 ernannt. Seit dem 3. April 1866 war Kaminski Kommandeur des 2. Oberschlesischen Infanterie-Regiments Nr. 23, wurde am 8. Juni 1866 Oberst und führte seinen Verband im gleichen Jahr während des Krieges gegen Österreich in der Schlacht bei Königgrätz sowie bei der Blockade von Josephstadt. Nach dem Krieg wurde er am 20. Juli 1867 zum Chef des Generalstabes des I. Armee-Korps in Königsberg ernannt. Da er mit dem Kommandierenden General von Manteuffel nicht harmonierte, wurde Kaminski auf dessen Veranlassung und aufgrund einer positiven Beurteilung des Generalstabschef der Armee von Moltke als Chef des Generalstabes am 13. Januar 1870 zum XI. Armee-Korps nach Kassel versetzt.
Nach der Mobilmachung anlässlich des Krieges gegen Frankreich avancierte Kaminski im Juli 1870 zum Generalmajor und nahm an den Schlachten bei Weißenburg, Wörth und Sedan, der Beschießung von Pfalzburg sowie der Belagerung von Paris teil. Ausgezeichnet mit beiden Klassen des Eisernen Kreuzes wurde er nach dem Vorfrieden von Versailles Ende März 1871 zum Kommandeur der neuerrichteten 61. Infanterie-Brigade in Straßburg ernannt. In den folgenden Monaten erhielt Kaminski für sein Wirken während des Krieges das Kommandeurkreuz des Hausordens vom Weißen Falken, das Großkomturkreuz des Bayerischen Militärverdienstordens, das Komturkreuz I. Klasse mit Schwertern des Sachsen-Ernestinischen Hausordens sowie das Komturkreuz I. Klasse des Albrechts-Ordens. Mit seiner Beförderung zum Generalleutnant wurde er am 24. September 1875 als Kommandeur der 13. Division nach Münster versetzt. Krankheitsbedingt musste er dieses Kommando abgeben, wurde am 22. Dezember 1877 zu den Offizieren von der Armee versetzt und erhielt einen zehnwöchigen Urlaub zur Wiederherstellung seiner Gesundheit bei vollem Gehalt nach Nizza. Da keine Besserung eintrat, wurde Kaminski am 27. August 1878 unter Verleihung des Roten Adlerordens I. Klasse mit Eichenlaub und Schwertern am Ringe mit der gesetzlichen Pension zur Disposition gestellt.

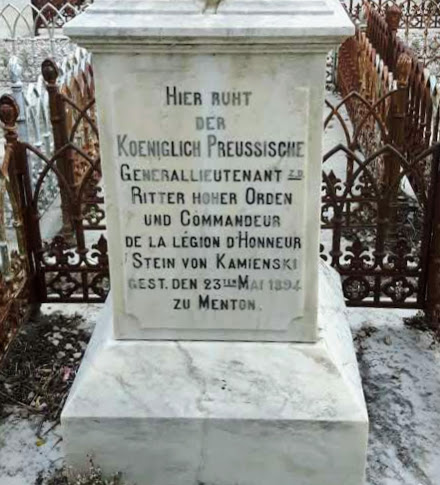
Grabstätte auf dem Friedhof von Menton

Kaminski verstarb unverheiratet in Menton an der Côte d’Azur.